# Stefan Louwes
Stephanus Louwe (Stefan) Louwes (Vierhuizen, 29 maart 1889 - Den Haag, 25 januari 1953) was een Nederlands topambtenaar en ontwikkelaar van het Nederlandse voedseldistributiesysteem in de Tweede Wereldoorlog.

## Biografie
Voor de Tweede Wereldoorlog werkte Louwes op van het ministerie van Landbouw en Visserij. Na de inval van de Duitsers in mei 1940 bleef hij op verzoek van de naar Londen uitgeweken Nederlandse regering op zijn post als directeur-generaal en verantwoordelijke voor de voedselvoorziening. Tijdens de oorlogsjaren was hij in voortdurende onderhandelingen met de Duitsers zodat agrarisch Nederland de productie kon voortzetten en er zo weinig mogelijk naar de bezetter ging.
Louwes moest Nederland van een voedsel-importerend land herstructureren naar een zelfvoorzienend land. Veel van de voedselimport was ten behoeve van veevoer. Hij koos voor een omschakeling naar meer aardappelen, koolzaad, rogge en suikerbieten en een daling van de veestapel en bloementeelt. Vanaf het begin van de oorlog werd het Louwes duidelijk dat de Nederlandse voedselvoorziening op den duur in grote moeilijkheden zou komen. Al vanaf het begin van de oorlog begon hij met een forse uitbreiding van het aantal kookinrichtingen waar massavoeding toebereid kon worden: de zogenaamde Centrale Keukens.
In 1941 moest hij gehoor geven aan de oproep van de Duitsers om mensen te leveren voor de Oostinzet, een Nederlands nationaalsocialistisch project om arbeidskrachten te ronselen voor de bezette gebieden in Oost-Europa. De Sicherheitsdienst noemde Louwes in de lente van 1942 het middelpunt van allen die binnen het Nederlandse overheidsapparaat tot verzet geneigd waren. Hij werd de legale leider der illegalen genoemd. Hoewel de Duitsers dus aanstoot namen aan de vrijheid die Louwes zich permitteerde, werd hij niet ontslagen.
Omdat een steeds groter deel van de Nederlandse oogst naar Duitsland werd afgevoerd, kwam er in Nederland voedselschaarste. Louwes leidde de afdeling die verantwoordelijk was voor het vaststellen van de voedselrantsoenen. Hij voorzag gedurende de oorlog verschillende verzetsgroepen van informatie over de voedselvoorraden en wat er nodig was om deze op peil te houden. Zo wees hij op de negatieve gevolgen van de spoorwegstaking voor de voorraden.
Na Dolle Dinsdag vluchtten veel NSB'ers en andere collaborateurs naar Duitsland. Louwes organiseerde dat er werkers naar leeggekomen boerderijen werden gestuurd om de voedselproductie op peil te houden. Hij drong er in 1944 al op aan dat de bezetter voedseldroppings van de geallieerden zou toestaan.
Ook na de Tweede Wereldoorlog bleef hij verantwoordelijk voor de voedselvoorziening en was hij de ontwikkelaar van het heffingenstelsel van het Europees Landbouwbeleid.
- Biblioteca Nacional de España: XX6546131
- Biografisch Portaal: 01376687
- Gemeinsame Normdatei: 119272733
- International Standard Name Identifier: 0000 0000 2611 5122
- Library of Congress Control Number: n83137964
- Nederlandse Thesaurus van Auteursnamen: 069682283
- Virtual International Authority File: 10652433